# Det Nye Teater
El Det Nye Teater va ser un teatre que es va obrir a Oslo el 1929, i va acabar com a teatre independent el 1959, quan es va fusionar amb el Folketeatret per formar l'Oslo Nye Teater. El propòsit original del teatre era donar suport al drama noruec contemporani

## Història
L'empresa A/S Det Nye Teater va ser fundada l'any 1918 per Johan Bojer i Peter Egge. Entre els principals suports financers es trobava l'armador Ivar An Christensen, i també l'Estat noruec en va comprar un nombre important d'accions. L'edifici del teatre va ser dissenyat pels arquitectes Blakstad i Dunker. El primer director artístic del teatre va ser Ingolf Schanche, de 1928 a 1931. El teatre es va inaugurar del 26 al 28 de febrer de 1929, amb la trilogia de Knut Hamsun, Ved rigets port, Livets spil i Aftenrøde, seguida de l'obra Kjærlighet og venskap de Peter Egge. De 1931 a 1932 Thomas Thomassen va gestionar el teatre, i de 1932 a 1933 Gyda Christensen. Einar Sissener va ser director del teatre del 1933 al 1934, i Hjalmar Friis i Gyda Christensen conjuntament del 1934 al 1935. Sissener i Fridtjof Mjøen van ser els directors fins al 1937, quan Victor Bernau va prendre el relleu fins al 1939. Des de 1939 el teatre va ser gestionat per Gyda Christensen i Tore Foss des de 1945 fins a 1947. Axel Otto Normann va dirigir el teatre entre 1947 i 1959. També va ser el primer director de l'Oslo Nye Teater després de la fusió entre Folketeatret i Det Nye Teater el 1959.

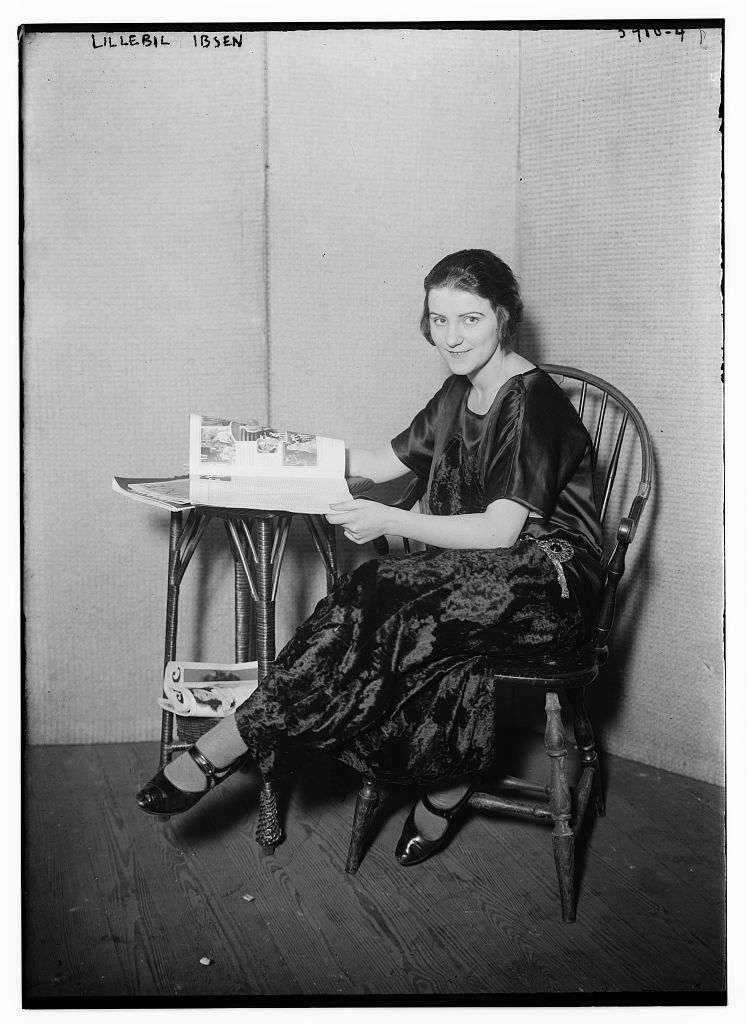
Lillebil Ibsen estava entre el personal del Det Nye Teater.

Entre els actors que van actuar al Det Nye Teater hi havia Hauk Aabel, Gunnar Tolnæs, Harald Stormoen, Knut Hergel, Agnes Mowinckel, Alfred Maurstad, Harald Steen, Tore Segelcke, Georg Løkkeberg, Wenche Foss, Jens Gunderssen, Sonja Wigert, Lillebil Ibsen, Henki Kolstad, Merete Skavlan, Knut Thomassen, Arne Thomas Olsen, Mona Hofland, Johannes Eckhoff i Per Sunderland.